# John Thomas (Leichtathlet)

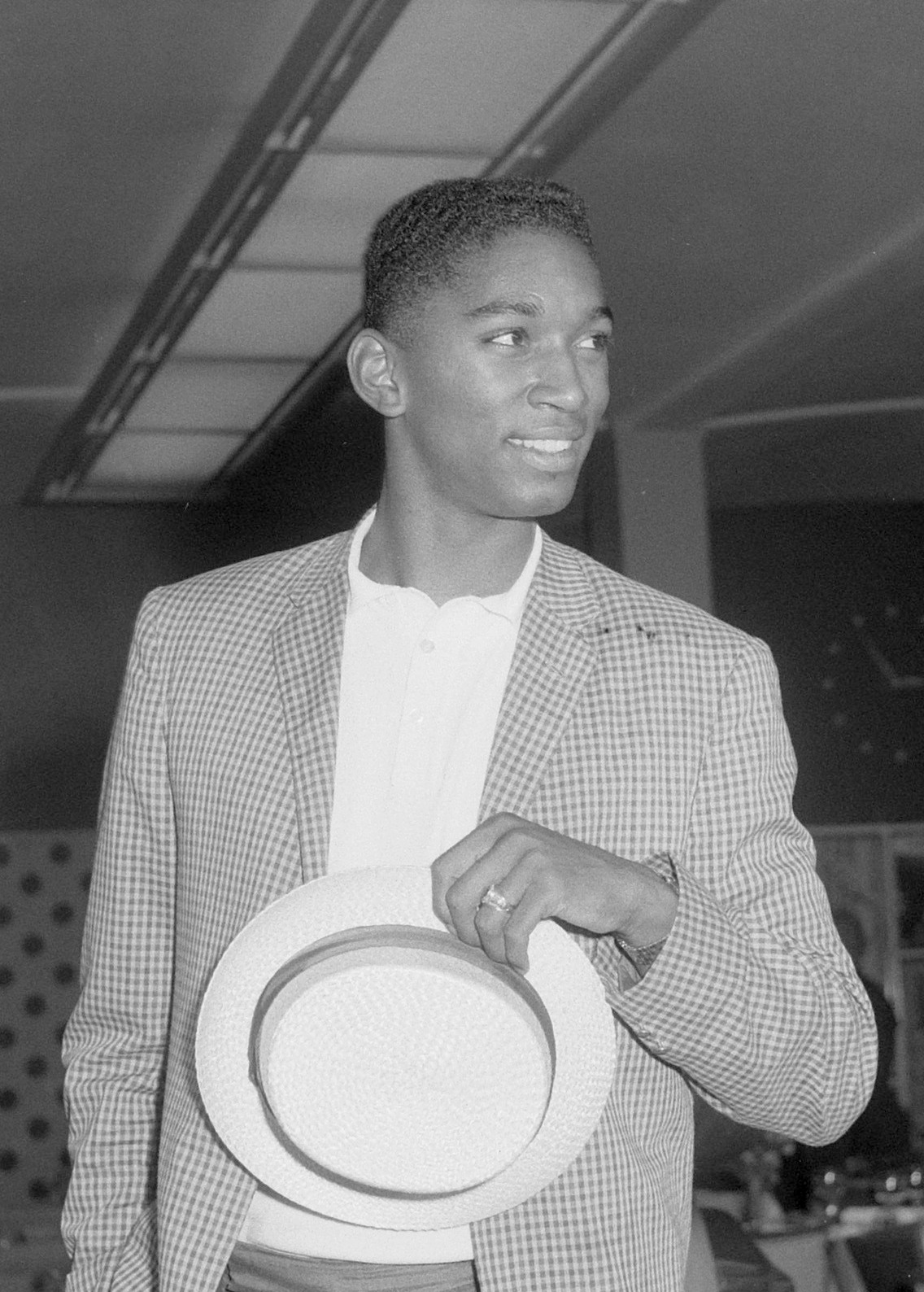
John Thomas, 1960

John Curtis Thomas (* 3. März 1941 in Boston, Massachusetts; † 15. Januar 2013 in Brockton, Massachusetts) war ein US-amerikanischer Leichtathlet. Bei einer Körpergröße von 1,96 m betrug sein Wettkampfgewicht 88 kg.
Der Weltrekord im Hochsprung stand seit 1957 bei 2,16 Meter, gesprungen durch Juri Stepanow (UdSSR).
John Thomas war schon mit 16 Jahren 1,86 Meter hoch gesprungen, 1958 sprang er in Japan 2,10 Meter. Am 21. Februar 1959 stellte er in New York City mit 2,165 einen inoffiziellen Hallenweltrekord auf. Wegen einer Verletzung konnte er in der Freiluftsaison 1959 kaum starten. In der Hallensaison 1960 steigerte er die Hallenbestleistung viermal bis auf 2,195 am 11. März in Chicago.
Am 30. April 1960 stellte er mit 2,17 Meter seinen ersten Freiluftweltrekord auf. Diese Leistung stellte er am 21. Mai in Cambridge ein. Am 24. Juni bei den Meisterschaften der Amateur Athletic Union steigerte sich Thomas auf 2,18 Meter. Und eine Woche später, am 1. Juli, bei den US-Trials in Palo Alto überquerte er zuerst 2,195 Meter, um dann auf 2,22 Meter zu steigern. Eigentlich betrug die Höhe sogar 2,232 Meter, aber aus regeltechnischen Gründen wurden nur 2,22 Meter als Weltrekord anerkannt, weil laut amerikanischer Wettkampfvorschrift nur auf 2,229 Meter hätte gesteigert werden dürfen (Steigerung jeweils nur in Viertel Zoll). Trotzdem war John Thomas der klare Favorit für die Olympischen Spiele in Rom.
In Rom erlebte er eine große Enttäuschung, als er an 2,16 Meter scheiterte und nur Bronze gewann. Gold holte Robert Schawlakadse mit 2,16 Meter vor dem 18-jährigen Waleri Brumel, beide Sowjetunion.
Dieser Waleri Brumel nahm John Thomas 1961 den Weltrekord ab und steigerte den Weltrekord bis 1963 auf 2,28 Meter. Beim Weltrekord von 2,26 Meter im Jahr 1962 war John Thomas mit im Wettbewerb, übersprang aber als Vierter lediglich 2,08 Meter.
Bei den Olympischen Spielen 1964 in Tokio galt nun Brumel als klarer Favorit. Im Finale war der wieder erstarkte John Thomas sein Hauptgegner. Beide übersprangen 2,18 Meter. Wegen zweier Fehlversuche mehr erhielt John Thomas die Silbermedaille hinter Brumel.